# Dextrorfano
Dextrorfano (DXO) é uma droga psicoativa da classe dos morfinanos [en] que atua como expectorante e antitússico, suprimindo a tosse, além de possuir propriedades alucinógenas e dissociativas. É o estereoisômero dextrógiro (R-) do morfano [en] em forma racêmica, sendo a outra metade o levorfanol (S-). O dextrorfano é produzido por O-desmetilação do dextrometorfano (DXM) pelo citocromo PD26. O dextrorfano é um antagonista de NMDA e contribui para os efeitos psicoativos do dextrometorfano.

## Farmacologia

### Farmacodinâmica
| Sítio de ligação | Ki (nM)             | Espécie     | Referência  |
| --- | ------------------- | ----------- | ----------- |
| NMDAR (MK-801) | 486–906             | Rato        | [ 3 ]       |
| σ1 | 118–481             | Rato        | [ 3 ]       |
| σ2 | 11.325–15.582       | Rato        | [ 3 ]       |
| MOR | 420 1.000           | Rato Humano | [ 3 ] [ 6 ] |
| DOR | 34.700              | Rato        | [ 3 ]       |
| KOR | 5.950               | Rato        | [ 3 ]       |
| SERT | 401–484             | Rato        | [ 3 ]       |
| NET | ≥340                | Rato        | [ 3 ]       |
| DAT | >1.000              | Rato        | [ 3 ]       |
| 5-HT1A | >1.000              | Rato        | [ 3 ]       |
| 5-HT1B 5HT-1D | 54% em 1 μM         | Rato        | [ 3 ]       |
| 5-HT2A | >1.000              | Rato        | [ 3 ]       |
| α1 | >1.000              | Rato        | [ 3 ]       |
| α2 | >1.000              | Rato        | [ 3 ]       |
| β | 35% em 1 μM         | Rato        | [ 3 ]       |
| D2 | >1.000              | Rato        | [ 3 ]       |
| H1 | 95% em 1 μM         | Rato        | [ 3 ]       |
| mAChRs | 100% em 1 μM        | Rato        | [ 3 ]       |
| nAChRs | 1.300–29.600 (IC50) | Rato        | [ 3 ]       |
| VDSCs | ND                  | ND          | ND          |
| Os valores de afinidade de ligação estão expressos em Ki (nM), exceto onde indicado. Quanto menor o valor, mais fortemente a droga se liga ao sítio. |                     |             |             |

A farmacologia do dextrorfano é semelhante à do dextrometorfano (DXM). No entanto, o dextrorfano é muito mais potente como um antagonista do receptor NMDA e notavelmente menos ativo como  inibidor de recaptação de serotonina, mas é equivalente ao DXM na inibição de recaptação de norepinefrina em termos de afinidade e equipotência.

### Farmacocinética
O dextrorfano tem uma meia-vida de eliminação notavelmente mais longa do que seu composto racêmico.  No organismo, é convertido em em 3-HM ou sofre glucuronosiltransferase.

## Sociedade e cultura

### Legalidade
O dextrorfano era anteriormente uma substância controlada da Lista I nos Estados Unidos, mas foi removida da lista em 1976.

### Pesquisa
O dextrorfano estava em desenvolvimento para o tratamento de acidente vascular cerebral e alcançou ensaios clínicos de fase II para esta indicação, mas seu desenvolvimento foi descontinuado.

### Ocorrência no meio ambiente
Em 2021, o dextrorfano foi identificado em mais de 75% das amostras de água de esgoto coletas de 12 estações de tratamento de águas residuais na Califórnia. Através de de modelagem preditiva, o mesmo estudo associou o dextrorfano à atividade estrogênica, antes de observá-lo in vitro.